# 紐沃爾山
77°30′S 162°42′E / 77.500°S 162.700°E
紐沃爾山（英語：Mount Newall）是南極洲的山峰，位於維多利亞地，屬於阿斯加德山脈的一部分，海拔高度1,920米，由英國探險隊發現，現時由南極條約體系管理。